# Henryk Sławik

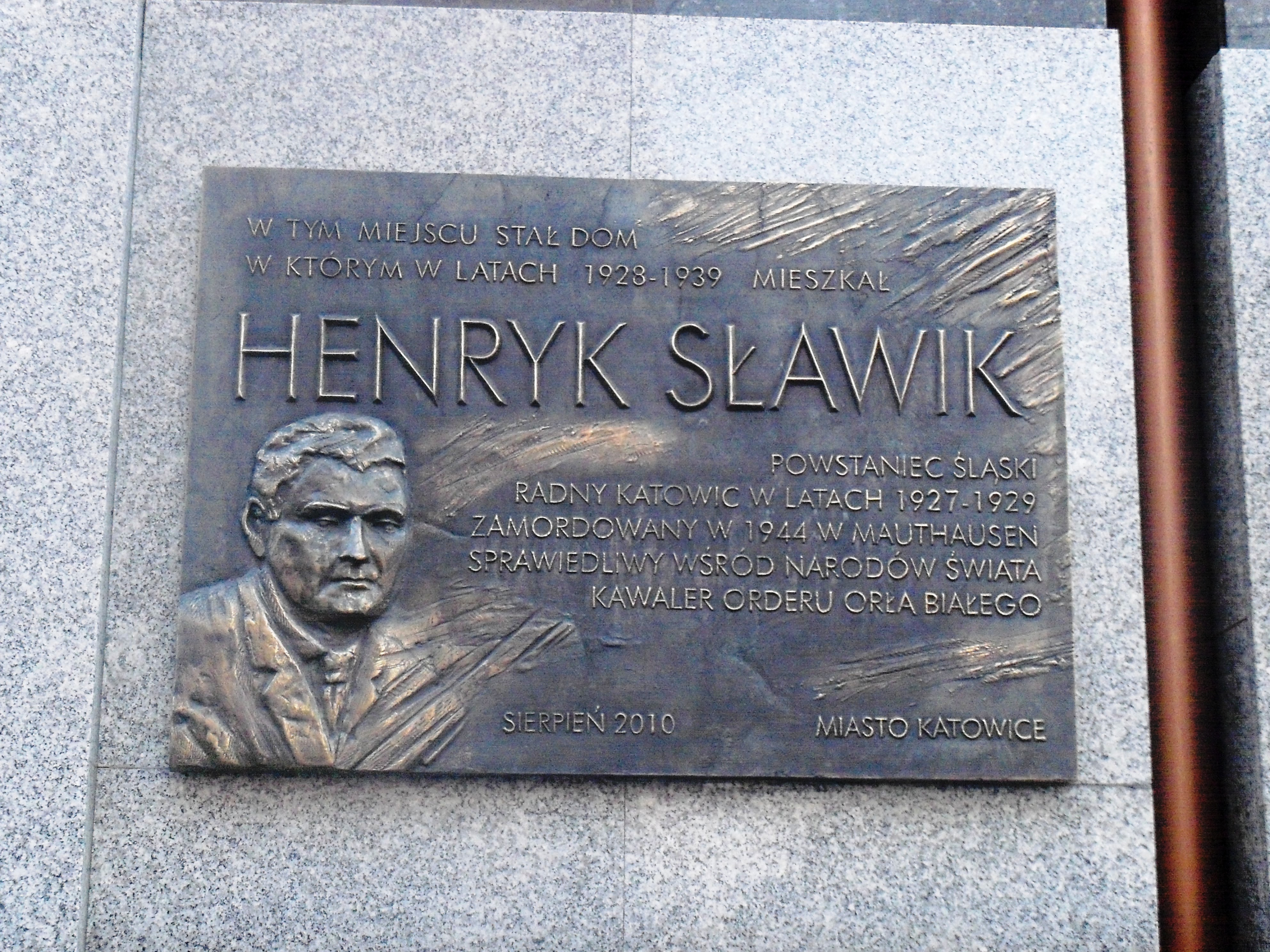
Tablica pamiątkowa przy ul. Świętego Jana w Katowicach

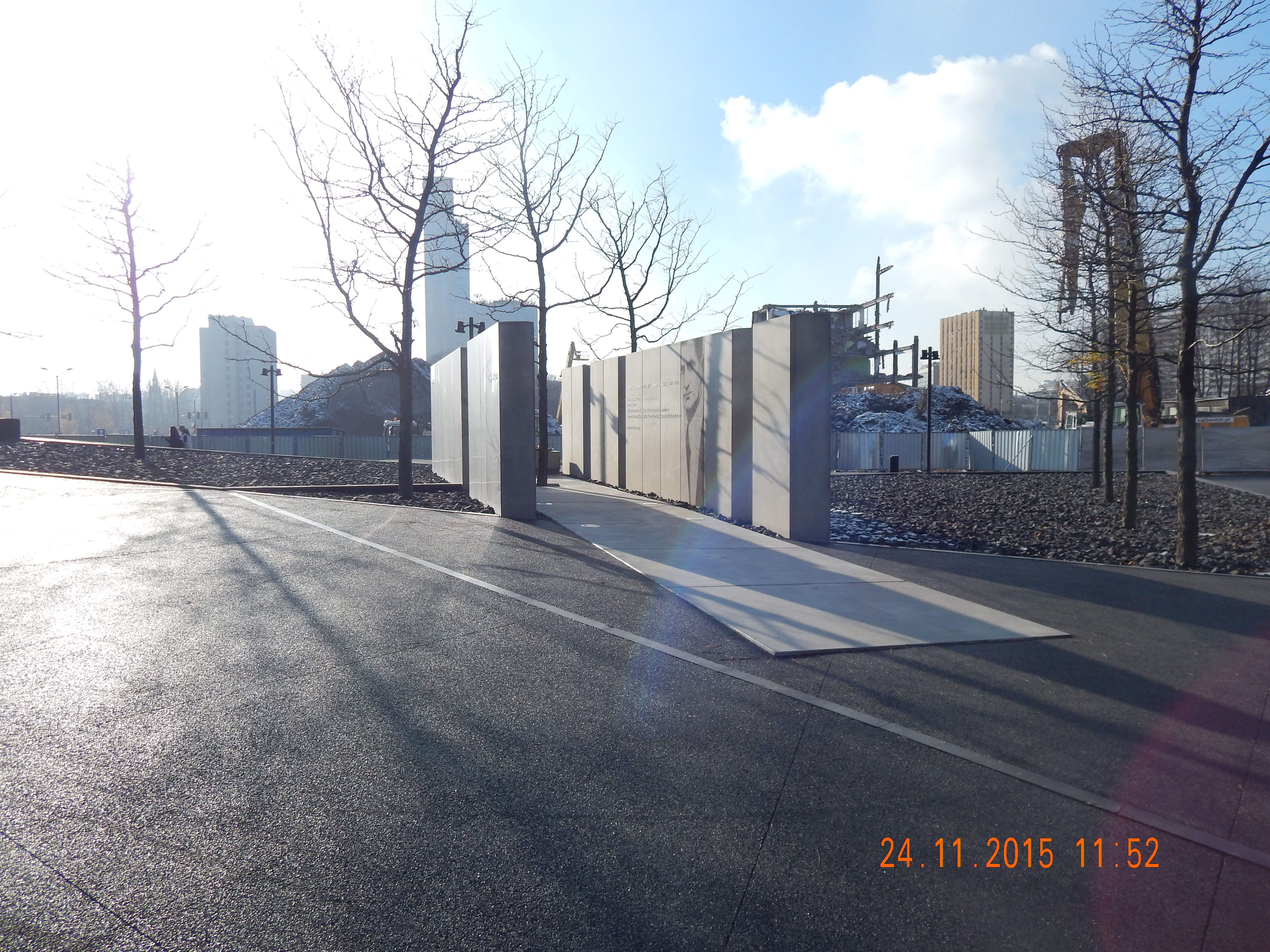
Pomnik Henryka Sławika i Józsefa Antalla seniora w Katowicach

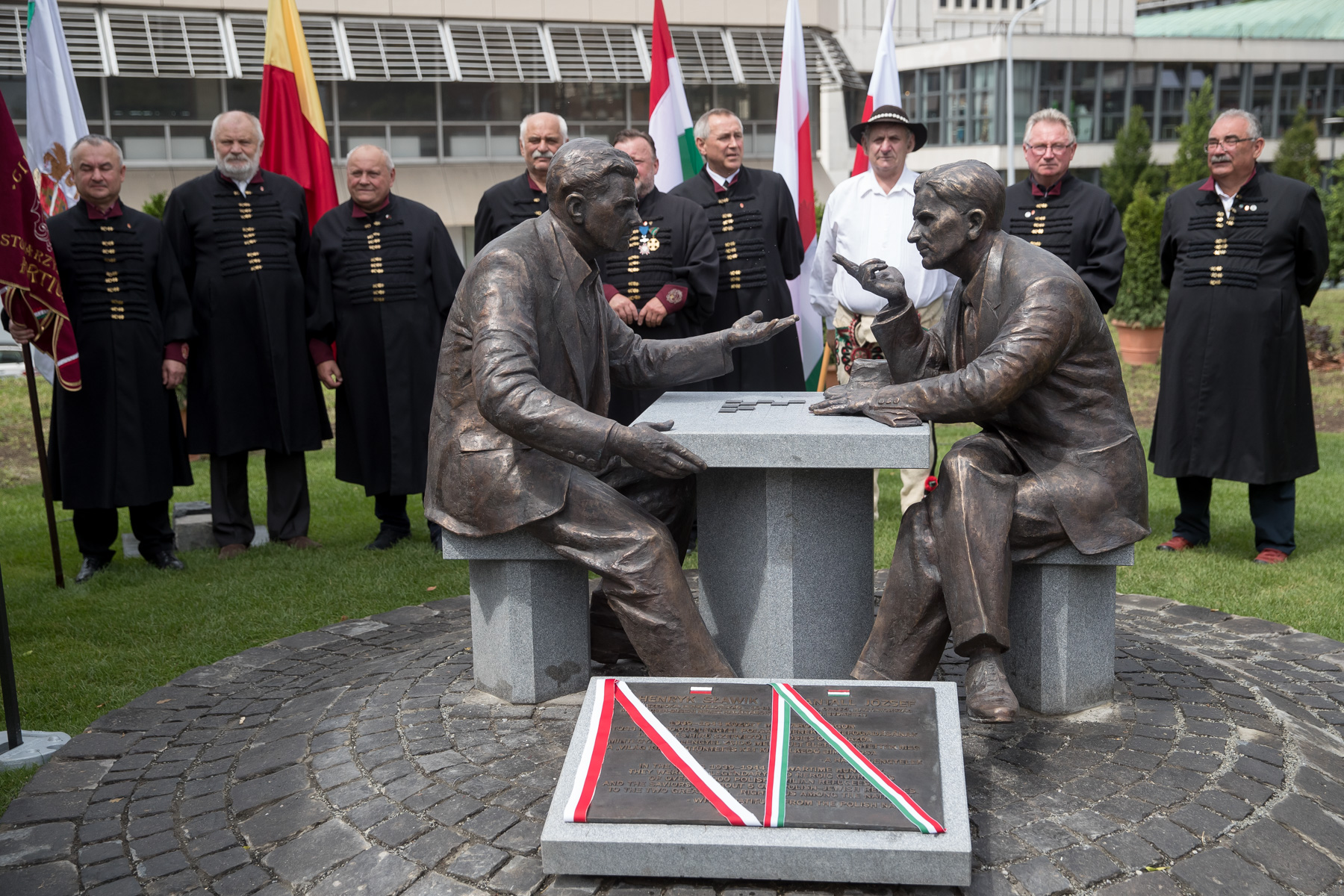
Pomnik Henryka Sławika i Józsefa Antalla w Budapeszcie

Henryk Sławik (ur. 16 lipca 1894 w Szerokiej, zm. 23 sierpnia 1944 w KL Gusen I (Mauthausen)) – polski dziennikarz, powstaniec śląski, działacz Polskiej Partii Socjalistycznej. W czasie II wojny światowej jeden z organizatorów pomocy polskim uchodźcom (w tym Żydom), którzy znaleźli się na Węgrzech. Sprawiedliwy wśród Narodów Świata. Pośmiertnie odznaczony Orderem Orła Białego.

## Życiorys
Urodził się 16 lipca 1894 roku w Szerokiej na Górnym Śląsku (wówczas Timmendorf; obecnie w granicach Jastrzębia-Zdroju) jako 10 (z 12) dziecko w biednej rodzinie chałupnika Jana (zm. 1912) i Weroniki z Sobocików (zm. 1932). Ukończył pruską szkołę ludową. Do 18 roku życia przebywał w rodzinnej miejscowości, podejmując z czasem pracę w pobliskich folwarkach. Następnie wyjechał za pracą do Hamburga i Altony, gdzie zetknął się z ruchem socjalistycznym. W 1912 r. wstąpił do Polskiej Partii Socjalistycznej zaboru pruskiego w Altonie (Hamburg). Po powrocie i wybuchu I wojny światowej został powołany do armii pruskiej i walczył na froncie wschodnim. W 1915 roku trafił do niewoli rosyjskiej. Po leczeniu w szpitalu w Niżnym Nowogrodzie przez trzy lata przebywał w obozie jenieckim w Sretiensku na Syberii. Po powrocie na Śląsk przystąpił do POW, był aktywnym uczestnikiem wszystkich trzech powstań śląskich.
W latach 20. zamieszkał w Katowicach. Początkowo mieszkał przy dzisiejszym Placu Wolności, następnie krótko przy ul. Raciborskiej, a od 1928 r. do wybuchu II wojny światowej przy ul. św. Jana, tuż przy katowickim Rynku. W latach 1920–1928 pracował w redakcji „Gazety Robotniczej”, gdzie początkowo został jej redaktorem odpowiedzialnym. Do 1926 zliczył 50 spraw sądowych jako redaktor. W 1928 roku objął stanowisko redaktora naczelnego tej gazety. W tym samym roku ożenił się z Jadwigą Purzycką. Dwa lata później przyszła na świat ich jedyna córka, Krystyna.
Czterokrotnie prezesował Syndykatowi Dziennikarzy Polskich Śląska i Zagłębia Dąbrowskiego. Od 1929 roku przez rok z ramienia Polskiej Partii Socjalistycznej był radnym Katowic. Ponadto był posłem do Sejmu Śląskiego, który reprezentował w Lidze Narodów w Genewie w 1934 roku oraz działaczem związkowym. Od 1934 roku piastował funkcję członka Rady Naczelnej PPS.
Po agresji III Rzeszy i ZSRR na Polskę we wrześniu 1939 roku znalazł się na Węgrzech, gdzie stanął na czele Komitetu Obywatelskiego ds. Opieki nad Uchodźcami Polskimi, potem został również mianowany delegatem Ministra Pracy Rządu RP na Uchodźstwie. Organizował pomoc dla internowanych wojskowych i dla uchodźców cywilnych, pomagał w wyjazdach na Zachód, we współpracy z delegatem węgierskiego rządu Józsefem Antallem wystawiał uchodźcom dokumenty, które wielu z nich – zwłaszcza uciekającym z Polski Żydom – uratowały życie.
Pomagał także ratować żydowskie dzieci, dla których wraz z dr. Józsefem Antallem oraz Zdzisławem Antoniewiczem, ks. prałatem dr. Miklósem Beresztóczy, biskupem Vácu – ks. dr. Árpádem Hanauerem, a przede wszystkim prymasem kardynałem Jusztiniánem Serédim pomógł utworzyć sierociniec w Vácu pod Budapesztem, oficjalnie – Dom Sierot Polskich Oficerów. Szacuje się, że Henryk Sławik uratował życie prawie 30 000 polskim uchodźcom, wśród których było ok. 5000 Żydów.
Pod koniec 1943 r. miał możliwość wyjazdu do Szwajcarii, jednak się nie zgodził – twierdził, że nie może zostawić ludzi będących pod opieką komitetu obywatelskiego.
Aresztowany w lipcu 1944 roku po wkroczeniu Niemców na Węgry, w śledztwie całą odpowiedzialność wziął na siebie, nie przyznając się do znajomości z Antallem. Zamordowany 23 sierpnia w niemieckim obozie koncentracyjnym Gusen I (Mauthausen). Żona Henryka Sławika, Jadwiga Purzycka, przeżyła obóz Ravensbrück i po wojnie odnalazła swoją córkę Krystynę (ur. 1930), którą przechowała rodzina Antallów.
Dzięki staraniom swego żydowskiego współpracownika, późniejszego izraelskiego polityka i dyplomaty Cewiego Zimmermana za ratowanie Żydów z narażeniem własnego życia Sławik został pośmiertnie w 1990 roku uhonorowany tytułem Sprawiedliwego wśród Narodów Świata przez izraelski Instytut Jad Waszem. Według różnych szacunków dzięki Sławikowi i jego współpracownikom ratujące życie dokumenty wystawiono pięciu tysiącom polskich Żydów, którzy w czasie II wojny światowej znaleźli się na Węgrzech.

## Ordery i odznaczenia
- Order Orła Białego (pośmiertnie, 23 lutego 2010)[8]
- Krzyż Komandorski z Gwiazdą Orderu Odrodzenia Polski (pośmiertnie, 2004)[9]
- Krzyż Niepodległości (27 czerwca 1938)[10][11]
- Złoty Krzyż Zasługi (11 listopada 1937)[12][11]
- Sprawiedliwy wśród Narodów Świata (pośmiertnie, 6 listopada 1990)[9]
- Złoty Medal Kongresu USA[13]

## Upamiętnienie

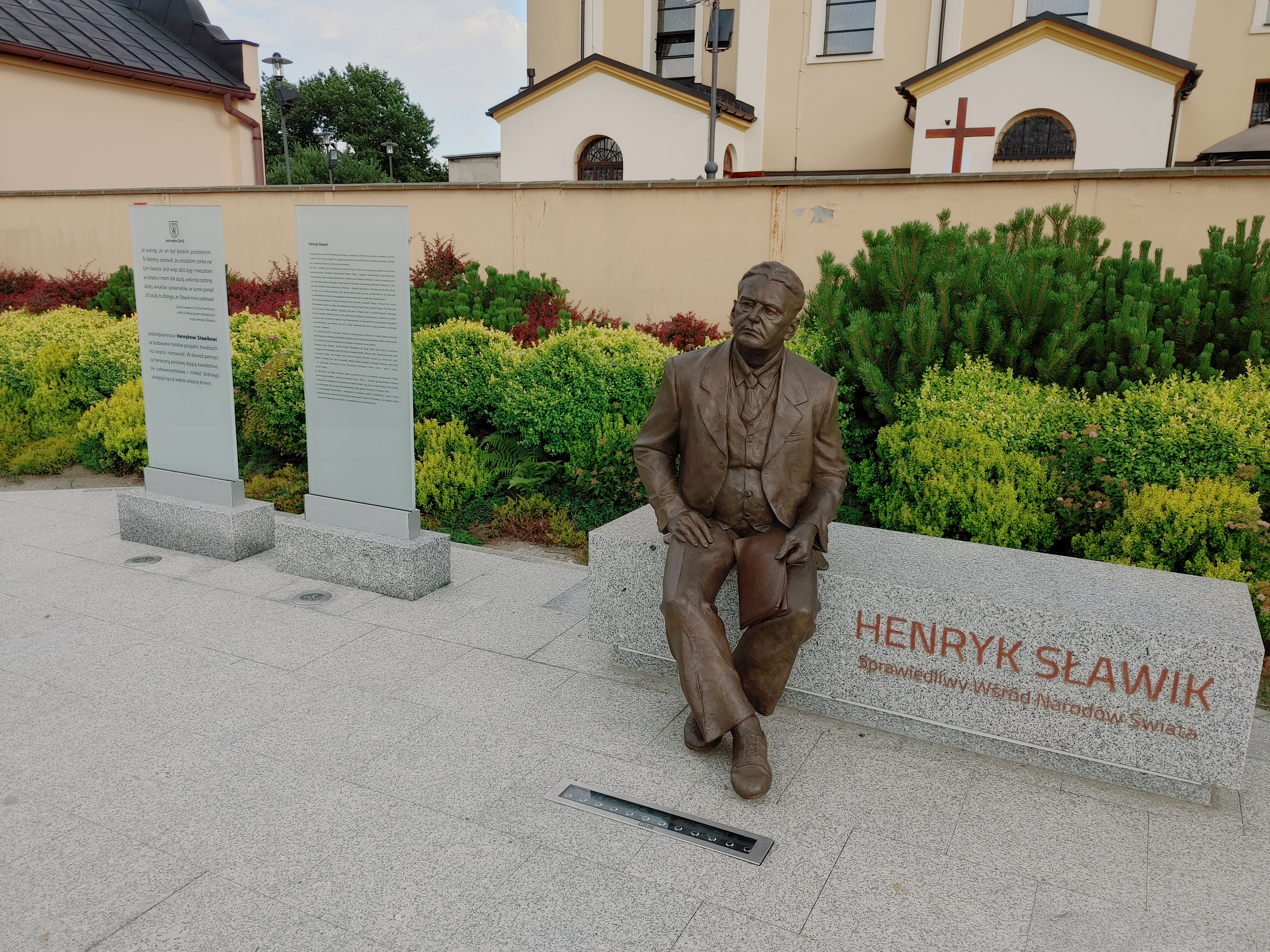
Pomnik Henryka Sławika w Szerokiej przed Kościołem. Odsłonięty 7 czerwca 2021 roku

Jego działalność na Węgrzech została opisana m.in. w książkach Grzegorza Łubczyka Henryk Sławik – polski Wallenberg (Wydawnictwo Rytm, 2003), Tomasza Kurpierza, Henryk Sławik 1894–1944. Biografia socjalisty (Wydawnictwo IPN, Katowice-Warszawa 2020), adaptacja filmowa pt. Mój tata, Henryk Sławik w reż. G. Łubczyka i M. Maldisa, (2004) zdobyła nagrodę Kryształ TV Polonia, tłumaczenie węg. A lengyel Wallenberg (Polski Wallenberg) oraz Czerwony ołówek Elżbiety Isakiewicz.
Patron szkół: Gimnazjum nr 3 w Jastrzębiu-Zdroju (dzielnica Szeroka), Gimnazjum nr 19 w Katowicach, Zespół Szkół Budowlanych w Rybniku.
- 20 sierpnia 2010 na fasadzie kamienicy na rogu Rynku i ul. św. Jana w Katowicach odsłonięto tablicę pamiątkową ku jego czci[14][15][16].
- 24 września 2014 Senat RP upamiętnił uchwałą 70. rocznicę śmierci Henryka Sławika[17].
- 12 listopada 2014 w Galerii Historii Miasta Jastrzębie-Zdrój otwarto pierwszą w Polsce stałą ekspozycję zatytułowaną „Henryk Sławik z Szerokiej”[18][19].
- 21 marca 2015 pod gmachem Międzynarodowego Centrum Kongresowego w Katowicach został odsłonięty pomnik Henryka Sławika i Józsefa Antalla[20].
- 18 września 2015 cześć wybrzeża Dunaju w Budapeszcie nazwano imieniem Henryka Sławika[21].
- 24 października 2015 Krajowa Rada Honorowego Krwiodawstwa PCK nadała imię Henryka Sławika Miejskiemu Klubowi Honorowych Dawców Krwi PCK przy Oddziale Rejonowym PCK w Jastrzębiu-Zdroju[22][23].
- 26 listopada 2015 Rada Miasta uchwałą nr XVIII/331/15 nadała placowi przed „Spodkiem” w Katowicach nazwę „Plac Sławika i Antalla”. W obrębie placu znajduje się pomnik Sławika i Antalla, a Międzynarodowe Centrum Kongresowe uzyskało adres: Plac Sławika i Antalla 1[24].
- 8 listopada 2016 w warszawskiej Dolinie Szwajcarskiej odsłonięto Pomnik Henryka Sławika i Józsefa Antalla seniora[25].
- 26 czerwca 2017 bliźniaczą ławeczkę Sławika i Antalla uroczyście odsłonięto w Budapeszcie[26].
- 26 lipca 2019 Poczta Polska wydała znaczek obiegowy o nominale 4 zł z jego podobizną, którego projektantem był Łukasz Kobiela[27].
- 7 czerwca 2021 odsłonięto pomnik w Szerokiej. Pomnik przedstawia postać Henryka Sławika w skali 1:1, siedzącego na kamiennym obelisku i patrzącego w kierunku swojego domu. Na obelisku umieszczono jego nazwisko i napis: Sprawiedliwy Wśród Narodów Świata.